# Urbano Navarrete
Urbano Navarrete Cortés SI (ur. 25 maja 1920 w Camarena de la Sierra, Hiszpania, zm. 22 listopada 2010 w Rzymie) – hiszpański duchowny katolicki, jezuita, kardynał, były rektor Papieskiego Uniwersytetu Gregoriańskiego.

## Życiorys
20 czerwca 1937 wstąpił do Towarzystwa Jezusowego we Włoszech, gdzie znajdował się wówczas nowicjat prowincji aragońskiej. Po powrocie do Hiszpanii i zakończeniu dwuletniego nowicjatu przez cztery lata studiował nauki humanistyczne przy klasztorze Veruela (Saragossa), trzy lata filozofię na wydziale w Sarriá (Barcelona), cztery lata teologię na wydziale w Oña (Burgos), i cztery lata prawo kanoniczne na Papieskim Uniwersytecie Gregoriańskim, gdzie uzyskał doktorat. W klasztorze Veruela odbył także trzyletni staż jako asystent profesora.
W październiku 1958 zaczął wykładać na Wydziale Prawa Kanonicznego Papieskiego Uniwersytetu Gregoriańskiego.
Przez 15 lat był dziekanem Wydziału Prawa, a przez 6 lat rektorem. Był członkiem grupy roboczej ds. rewizji prawa małżeńskiego w kodeksach prawa kanonicznego Kościoła łacińskiego i Kościołów wschodnich. Należał również do papieskiej komisji odpowiedzialnej za zredagowanie Instrukcji Dignitas connubii o procesach małżeńskich. Przez wiele lat był konsultorem różnych dykasterii Kurii Rzymskiej, m.in. Kongregacji Nauki Wiary, Najwyższego Trybunału Sygnatury Apostolskiej, Papieskiej Rady ds. Tekstów Prawnych.
Otrzymał tytuł doktora honoris causa Papieskiego Uniwersytetu w Salamance oraz Uniwersytetu Katolickiego Pétera Pázmánya w Budapeszcie. Jego bibliografia obejmuje ok. 150 publikacji.
Na konsystorzu z dnia 24 listopada 2007, z nominacji Benedykta XVI, został włączony do grona kardynałów diakonów z tytułem San Ponziano. Ze względu na podeszły wiek został zwolniony z obowiązku przyjęcia sakry biskupiej (nie miał również prawa udziału w konklawe).